# Ploče
Ploče (udtale: |plɔ̂tʃɛ|; italiensk: Porto Tolero) er en by og havn i Dubrovnik-Neretva distrikt i Kroatien.

## Geografi
Ploče ligger på Adriaterhavskysten i Dalmatien lige nord for Neretva-deltaet og er det naturlige endepunkt ved havet for de fleste nord-sydgående ruter gennem de centrale Dinariske Alper. Dette gør den til den primære havn, der bruges af Bosnien-Hercegovina, og endepunktet for den paneuropæiske korridor 5C.
Čeveljuša er et toponym i Ploče, beliggende øst for byen, ved krydset mellem motorvejen  D8 og statsvejen D425.

## Historie
Byen blev første gang nævnt i 1387 som Ploča . Under Kongeriget Jugoslavien blev en havn ved navn Aleksandrovo efter Alexander 1. af Jugoslavien bygget i 1939. Under det socialistiske Jugoslavien, mellem 1950 og 1954, og igen fra 1980 til 1990, blev Ploče opkaldt Kardeljevo efter den jugoslaviske politiker Edvard Kardelj . Nogle lokale kalder deres by Ploča (stenen).

## Demografi
Ifølge folketællingen i 2021 var dens befolkning 8.220 med 4.711 bosat i selve byen. 
Den samlede befolkning i Ploče var 10.135 i 2011, i følgende landsbyer og bebyggelser:
 
- Baćina, indb. 572
- Banja, indb. 173
- Komin,indb. 1,243
- Peračko Blato, indb. 288
- Plina Jezero, indb. 44
- Ploče, indb. 6,013
- Rogotin, indb. 665
- Staševica, indb. 902
- Šarić Struga, indb. 235

I 2011-folketællingen var størstedelen af dens borgere kroater med 95,93 %. 

## Havn
Havnen i Ploče blev første gang nævnt den 6. november 1387, men bygningen af en større havn blev udført i nyere moderne tid. Arbejdet på den nuværende havn begyndte først i 1939, men blev ødelagt under 2. verdenskrig. Den blev genopbygget i 1945, og landsbyen Ploče voksede op til 480 indbyggere i 1948. Efter at Adriaterhavsvejen og Sarajevo-Ploče-jernbanen (sidstnævnte var forbundet med havnen og erstattede den ældre smalsporede jernbane) blev åbnet i midten af 1960'erne, oplevede byen en stabil vækst.